# Джонні Флінн
Джонні Флінн (англ. Johnny Flynn, нар. 14 березня 1983) — британський актор і музикант. Відомий за ролями Ділана Віттера у телевізійному ситкомі «Lovesick», Девіда Бові у фільмі «Девід Бові: історія людини з зірок» (2020), містера Найтлі у фільмі «Емма» (2020) та молодого Ніколаса Вінтона у фільмі «Одне життя» (2023). Зіграє роль Луціуса Мелфоя в серіалі «Гаррі Поттер» від HBO.
Флінн є солістом і автором пісень гурту Johnny Flynn & the Sussex Wit. Він випустив шість студійних альбомів, а також саундтреки та концертні записи. Крім того, написав і виконав головну тему для комедійного серіалу «Detectorists».

## Ранні роки
Народився в Йоганнесбурзі, ПАР, у сім'ї Еріка Флінна, британського актора та співака, та Керолайн Форбс. У нього є молодша сестра Ліллі Флінн, яка співає у гурті Sussex Wit. Від першого шлюбу батька Ерік має двоє старших зведених братів-акторів — Джерома та Денієля Фліннів, а також старшу зведену сестру Керрі Флінн. Попри прагнення батька, щоб діти обрали інші професії, усі вони пов'язали життя з акторством.
У трирічному віці Джонні Флінн зазнав нападу собаки, що призвело до серйозних травм обличчя, шрамів та реконструктивної операції. Згодом Флінн зазначав, що шрами допомогли йому отримувати складніші акторські ролі.
Коли йому було 3-4 роки, родина переїхала до Великої Британії. Родина жила нестабільно через періодичне безробіття батька, проте Флінн здобув музичну стипендію Pilgrims School, незалежної школи у Вінчестері, Гемпшир, де співав у капличному хорі. За умовами стипендійної програми він мав опанувати два музичні інструменти: скрипку і трубу. Пізніше Джонні самостійно навчився грати на гітарі й здобув стипендію школи Bedales School. Перший сценічний досвід здобув у шкільній постановці п'єси Гарольда Пінтера «The Lover». Попри критичні зауваження батька, саме ця роль переконала Флінна обрати акторську професію. Згодом він вступив до театральної школи, а наступним етапом його освіти була Академія драматичного мистецтва Веббера Дугласа, де він вивчав акторську майстерність.

## Акторство
У серіалі «Закохані» грав роль самозакоханого політичного журналіста.
У театрі брав участь у постановках «Jerusalem» і «Twelfth Night».
Певний час був затверджений на роль Роджера Тейлора у стрічці «Bohemian Rhapsody» (2018), проте залишив проєкт через зміни у сценарії та акторському складі.
2020 року зіграв молодого Девіда Бові у фільмі «Девід Бові: історія людини з зірок», який розповідає про перший візит музиканта до США. У 2020-х роках актор також мав одну з провідних ролей у телевізійній адаптації «The Talented Mr Ripley», втіливши образ Діккі Грінліфа поряд із Ендрю Скоттом. У своїй акторській техніці Флінн приділив увагу ритму й темпу рухів персонажа, розглядаючи їх як головний елемент побудови образу.
2022 року знявся у музичному кримінальному трилері «The Score», де виконав головну роль поряд із Віллом Поултером. Сюжетна лінія поєднана з піснями Флінна, що стали складовою структури фільму.

## Музика
Як музикант Джонні Флінн випустив п'ять студійних альбомів, серед яких Lost in the Cedar Wood, створений під час локдауну. Він є автором музики для телесеріалу «Detectorists», а також створював композиції для вистав театру «Глобус», використовуючи автентичні інструменти, зокрема нікельхарпу, колісну ліру та гардингфелю.